# Veroniceae
Veroniceae es una tribu  de plantas perteneciente a la familia Plantaginaceae. 

## Géneros
- Besseya - Chionohebe - Derwentia - Detzneria - Hebe - Heliohebe - Paederota - Paederotella - Parahebe - Picrorhiza - Synthyris - Veroncia - Veronica  - Veronicastrum - Wulfenia - Wulfeniopsis